# Distrito de Tsentralny
El distrito de Tsentralny (en ruso: Центральный район, Tsentral'nyy rayon) es un distrito de la ciudad federal de San Petersburgo, Rusia. El distrito está ubicado en el centro histórico de San Petersburgo. Limita con el río Neva al norte y al este, con el Canal Obvodny en el sur y las áreas alrededor de la calle Gorokhovaya en el oeste.

## Distritos
Tsentralny se compone, a su vez, de los siguientes okrugs municipales:
- N.º 78
- Dvortsovy
- Ligovka-Yamskaya
- Liteyny
- Smolninskoye
- Vladimirsky